# Telford Cut
Telford Cut är en gruva i Australien. Den ligger i delstaten South Australia, omkring 500 kilometer norr om delstatshuvudstaden Adelaide. Telford Cut ligger 152 meter över havet.
Trakten runt Telford Cut är nära nog obefolkad, med mindre än två invånare per kvadratkilometer.. Närmaste större samhälle är Leigh Creek, omkring 14 kilometer söder om Telford Cut. 
Omgivningarna runt Telford Cut är i huvudsak ett öppet busklandskap. Genomsnittlig årsnederbörd är 260 millimeter. Den regnigaste månaden är februari, med i genomsnitt 90 mm nederbörd, och den torraste är oktober, med 3 mm nederbörd.